# اختبار السكريات الثلاثية والحديد
```

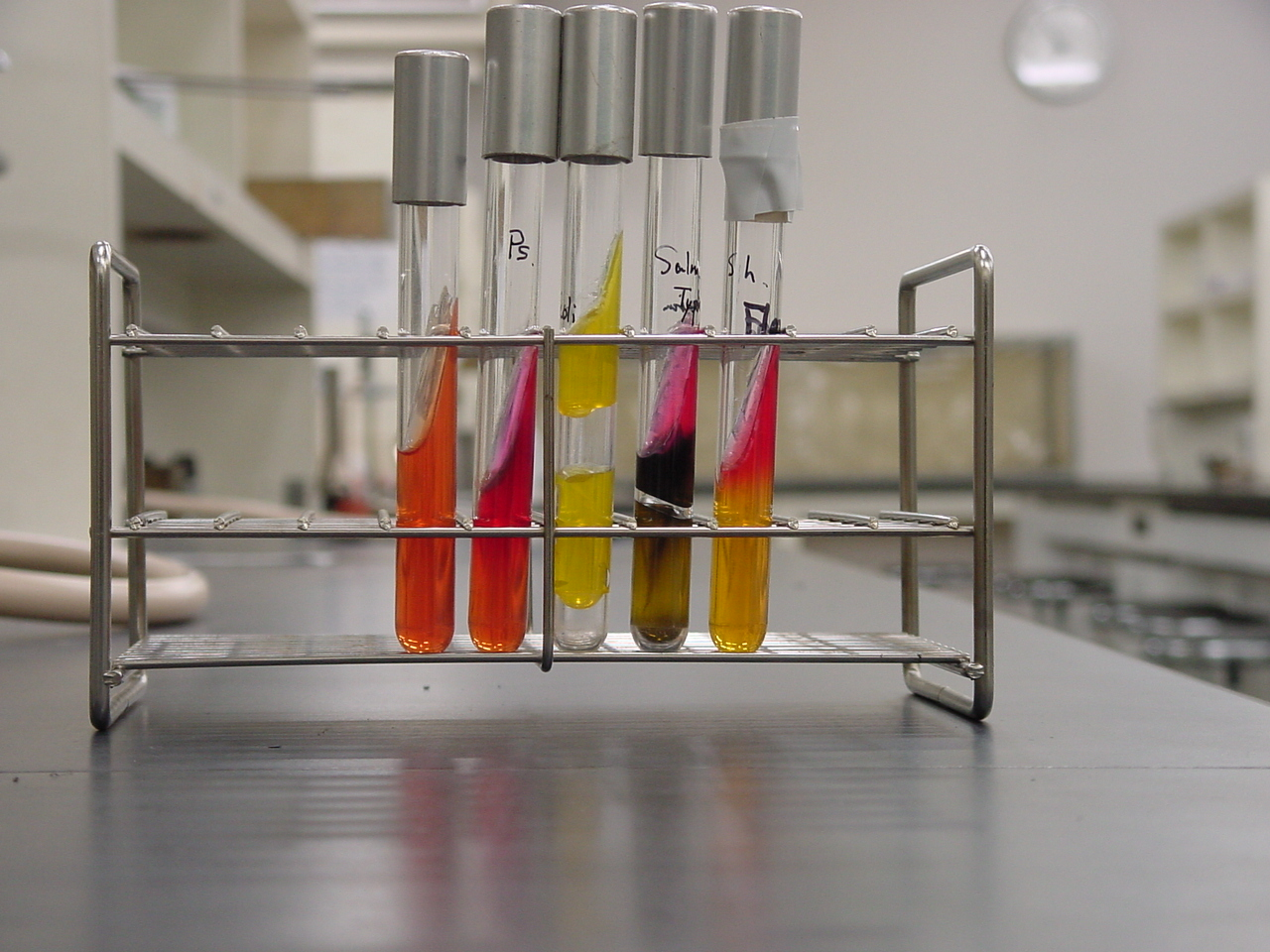
أغار السكريات الثلاثي والحديد المائل

اختبار السكريات الثلاثية والحديد
 يعد اختبار للاحياء الدقيقة لمعرفة قدرتها على تخمير هذه السكريات وأيضاً مقدرتها على إنتاج 
كبريتيد الهيدروجين
. يستخدم عادةً لمعرفة البكتيريا الموجودة أو القادمة من الجهاز الهضمي ومنها السالمونيلا والشيقلا.
[
1
]
```

## التركيب
أغار ثلاثي السكريات والحديد المائل يعد انبوب اختبار يحتوي على أغار، صبغة مححدة للاس الهيدروجيني (phenol red)، لاكتوز 1%، سكروز 1%، جلوكوز 0.1%، ثيوكبريتات الصوديوم وكبريتات الحديد الثنائيو كبريتات أمونيوم حديد ثنائي.
كل هذه امكونات تخلط مع بعضها البعض وتم وضعها على شكل مائل في الحالة الصلبة. الوضع المائل يسمح لكمية الاوكسيجن ان تختلف في نفس الوسط).
تم تطور هذا الوسط من أغار كليغر الحديد الذي تم استخدامه للتعرف على البكتيريا المخمرة للاكتوز., وبإضافة السكروز يمكن ان نتعرف على البكتيريا المخمرة للسكروز..

## تفسير النتائج

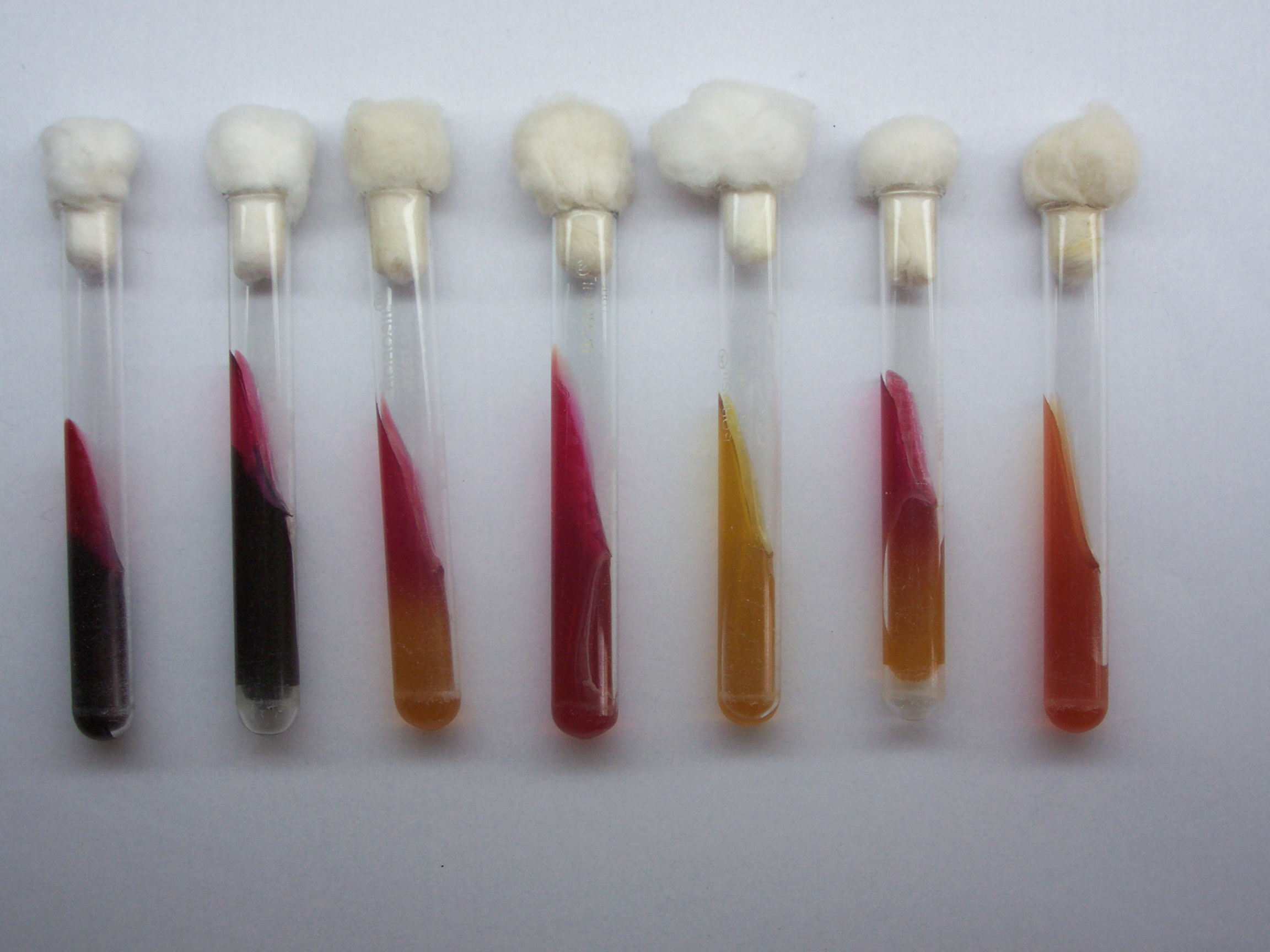
مجموعة من التفاعلات

البكتيريا التي تخمر أي سكر موجود في الوسط سوف تنتج ناتج.هذه النواتج منها الحمض الذي يغير لون الوسط إلى اصفر.مكان إنتاج الحمض يميز البكتيريا المخمرة للاكتوز أو السكروز من الجلوكوز. العديد من عائلة البكتيريا المعوية تستطيع ان تخمر السكر في الوضع الاهوائي.
بعض البكتيريا تستخدم انيون الثايو سولفيت كالكترون اخري مستقبل، التي يختزل إلى سلفيد. لينتج كبريتيد الهيدروجين الذي يتفاعل مع كبريتات الحديد الثنائي في الوسط ليكون كبريتيد الحديد الثنائيpH-sensitive dye التي تظهر على شكل لون اسود. مثال: سالمونيلا، بروتيس، سيتروبكتر، ايدواردسيلا. البقعة السوداء عادةً ما تكون في اسفل الوسط.
كل البكتيريا المخمرة للاكتوز تظهر على شكل لون اصفر في جميع الوسط (في الأعلى والأسفل). بينما البكتيريا الغير مخمرة للاكتوز تظهرر لون اصفر في الأسفل فقط أو لون اصفر في الأعلى والأسفل إذا كانت مخمرة للسكروز.اللون الأسود يدل على كبريتيد الحديد الثنائي.
في الحالات الاهوائية بعض البكتيريا تستخدم الهيدروجين كالكترون مستقبل وتختزله إلى غاز الهيدروجين تظهر على شكل فقاعات. هذه الفقاعات من الممكن ان تسبب تشققات في الوسط. غاز ثاني اكسيد الكربون من الممكن ان يفرز ولكنه لايظهر على شكل فقاعات لانه أكثر ذوبان.